# Helena Buljan
Helena Buljan (Đurđenovac, 9. srpnja 1941.) je hrvatska kazališna, televizijska i filmska glumica. Ona je supruga hrvatskog književnika Ivana Kušana i majka hrvatskog scenarista i redatelja Daniela Kušana.

## Filmografija

### Televizijske uloge
- "Maratonci" (1968.)
- "Sam čovjek" (1970.)
- "Građani sela Luga" kao Iva (1972.)
- "Ča smo na ovon svitu..." kao Mandica (1973.)
- "U registraturi" (1974.)
- "Pozorište u kući" kao Zvonkova supruga (1974.)
- "Dimitrije Tučović" kao Zofka Kveder (1974.)
- "Mačak pod šljemom" (1978.)
- "Mathias Sandorf" kao Luisa (1979.)
- "Rat i sjećanje" kao majka (1989.)
- "Novo doba" kao gospođa Strukan (2002.)
- "Luda kuća" kao Katarina Majer (2005. – 2010.)
- "Bibin svijet" kao gospođa Galen (2007.)
- "Cimmer fraj" kao glumica (2007.)
- "Sve će biti dobro" kao gospođa Milković #1 (2008.)
- "Bitange i princeze" kao pastirica/spikerica (2008.)
- "Stipe u gostima" kao Tanja Prelec (2008. – 2009.)
- "Larin izbor" kao Kristina Zlatar-Kike #2 (2011. – 2012.)
- "Samo ti pričaj" kao Ivanova majka (2016.)
- "Zlatni dvori" kao Helena Vraz (2016. – 2017.)
- "Lud, zbunjen, normalan" kao Nada (2016.)
- "Žene, povjerljivo" kao gošća (2017.)
- "Na granici" kao Vjekica (2018.)

### Filmske uloge
- "Pred smrt" (1964.)
- "Pravo stanje stvari" (1964.)
- "Plemićko gnijezdo" (1965.)
- "Paradoks" (1965.)
- "Bademi s onu stranu smrti" (1965.)
- "Mokra koža" (1966.)
- "Kad se sjetim sreće" (1967.)
- "Ljubav" (1968.)
- "Posljednji Stipančići" (1968.)
- "Američka jahta u splitskoj luci" kao krojačica Didjeta Dunda (1969.)
- "Slučajni život" (1969.)
- "Ta dobra duša" (1970.)
- "Pansion s toplom i hladnom vodom" (1970.)
- "Slike iz života udarnika" (1972.)
- "Dramolet po Čiribiliju" (1972.)
- "Harmonika" (1972.)
- "Timon" (1973.)
- "Peta kolona" (1973.)
- "Psihopati" (1974.)
- "Deps" (1974.)
- "Ispit zrelosti" (1978.)
- "Pjesma od rastanka" (1979.)
- "Kraljevo" (1981.)
- "Vlastiti aranžman" (1982.)
- "Hildegard" (1983.)
- "Kvit posao" kao Sabina (1983.)
- "Ljubavna pisma s predumišljajem" kao kolegica u ljekarni (1985.)
- "Čudesna šuma" kao La (glas) (1986.)
- "Nemojte me zvati Robi" (1986.)
- "Veliki bijeg 2: Neispričana priča" kao Frau Zacharias (1988.)
- "Proljeće Janka Potlačeka" kao Anđela Grubac (1988.)
- "Čaruga" kao udovica (1991.)
- "Đuka Begović" kao Mara (1991.)
- "Kontesa Dora" kao Didi (1993.)
- "Noć za slušanje" (1995.)
- "Puna kuća" (1998.)
- "Ante se vraća kući" kao Mirjana (2001.)
- "Svjedoci" (2003.)
- "Pjevajte nešto ljubavno" kao Strujina mama (2007.)
- "Iza stakla" kao uzvanica na dodjeli (2008.)
- "Neka ostane među nama" kao Lada (2010.)
- "Dnevnik Pauline P." kao bakica u parku (2023.)

## Sinkronizacija
- "Prava priča...O malom čajniku" kao Allisonova teta i mama (1999.)
- "Prava priča...O velikoj zvijezdi" kao dečko zvijezda (2000.)
- "Prava priča...O Humpty Dumptyju" kao zla vještica (2000.)
- "Prava priča...O cirkusovoj balerini" (2000.)
- "Prava priča...O trima mačićima" kao majka triju mačića i zla snježna kraljica (2000.)
- "Prava priča...O mjesečevom kraljevstvu" kao dječakova mama (2000.)
- "Prava priča...O Beebee Crnoj ovci" kao prevarena koza (2000.)
- "Prava priča...O začaranome kraljeviću" kao pripovjedačica i kraljica (2000.)
- "Prava priča...(ostali animirani filmovi) - razni likovi
- "Animirani klasici: Ružno pače/Zlatna antilopa" kao patka
- "Anđelina balerina" kao profesorica balerinske škole (2002.)
- "Charlottina mreža" kao Guska (film iz 1973.)
- "Roboti" kao teta Ritka (2005.)
- "Ples malog pingvina" kao gđa. Viola (2006.)
- "Život buba" kao doktorica Flora (2008.)

## Vanjske poveznice
- Helena Buljan u internetskoj bazi filmova IMDb-u (engl.)
- Stranica na Film.hr  Arhivirana inačica izvorne stranice od 7. lipnja 2011. (Wayback Machine)